# Ministre du Bonheur
Le ministre du Bonheur est un ministre de l'Etat aux Émirats arabes unis responsable des plans, des programmes et des politiques pour parvenir à une société plus heureuse. Cette fonction ministérielle a été créée en 2016. Trois ans après la création des ministères du bonheur, de la tolérance et de l'intelligence artificielle, les EAU ont créé en 2019 un ministère des « possibilités ».
En 2016, le premier ministre Sheikh Mohammed bin Rashid Al Maktoum a annoncé la nomination d'Ohoud Al Roumi en tant que ministre du Bonheur[réf. nécessaire].